# Charles-Albert Walhain
Charles-Albert Walhain, né le 3 novembre 1877 à Paris et mort le 22 mai 1936 à Neuilly-sur-Seine, est un peintre et sculpteur français.

## Biographie
Après des études classiques au collège Sainte-Barbe à Paris, Charles-Albert Walhain suit les cours du peintre Léon Glaize, puis entre aux Beaux-Arts de Paris dans l'atelier de Léon Bonnat.
Il expose aux Salon de la Société des artistes français de 1900 à 1936.
Au tournant du siècle, il devient un portraitiste en vue de la haute société de la Belle Époque, notamment grâce à la princesse Henriette de Belgique.
Après 1900, il travaille et réside 50 rue Perronet (Neuilly-sur-Seine). En 1910, il achète un terrain 148 boulevard Bineau, toujours à Neuilly, où il installe son atelier ; devant, en 1928, il fait construire en 1928-1929 par les architectes Louis Gondallier de Tugny et Michel de Larminat un immeuble Art déco, où il vécut avec sa famille et mourut.
En 1903, il effectue un long voyage en Italie.
En 1918, il expose à Paris au Petit Palais des toiles au profit des œuvres de guerre, puis exécute plusieurs projets de monument aux morts. Il est d'ailleurs l'auteur de plusieurs gisants pour la maison d'Orléans.
Entre 1917 et 1935, l’Institut monétaire lui prend plusieurs dessins et peintures pour des billets de banque, en collaboration avec le graveur Ernest Deloche.
Il est nommé chevalier de la ordre de la Légion d'honneur en 1929. On lui décerne une médaille d'or au Salon des artistes français à titre posthume, en 1936.
Il est inhumé au cimetière de Pennedepie, dans le Calvados.

## Œuvres répertoriées
- Bourlon, Monument aux morts, 1920, statue du Poilu.
- Dreux :
  - chapelle royale :
    - Gisant de Ferdinand d'Orléans, duc d'Alençon, 1912, marbre ;
    - Gisant de Sophie d'Orléans (1898-1928), 1929, marbre ;
    - Gisant de la duchesse d'Alençon, 1930, marbre.

  - Monument aux morts de la Première Guerre mondiale, 1921.
- Marseille, église Sainte-Barnabé : fresques, 1904.
- Localisation inconnue :
  - La Comtesse de La Mettrie[4], 1910, huile sur toile.
  - Louis XVII au Temple, 3 juillet 1793, Salon de 1932, huile sur toile, 1,50 × 2 m.

### Numismatique
- Billet de 5 francs violet, 1917.
- Billet de 1000 francs Cérès et Mercure, 1927.
- Billet de 5 francs pour la Banque de l'Indochine, 1935 (?).

### Affiche
- Emprunt national 6 % 1920. Boulogne-sur-Mer, 1919.
- Normandie. Villerville-sur-Mer, 1935[5].

### Ouvrage illustré
- Claude Farrère, La peur de M. de Fierce, Paris, Gallus, 1921. Bois gravés par Pierre Walhain d'après les dessins de Charles-Albert Walhain.

Œuvres de Charles-Albert Walhain
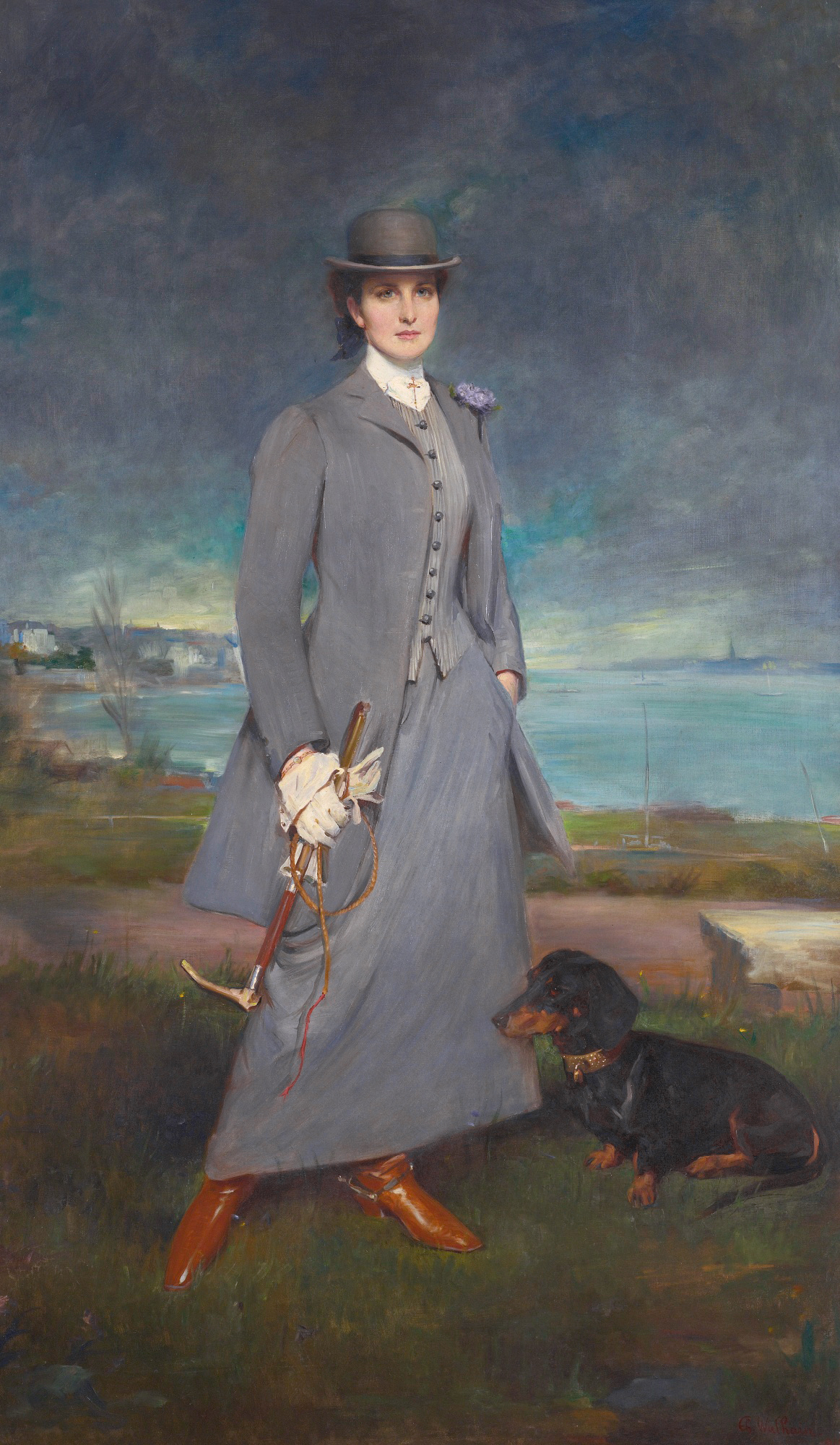
La Comtesse de La Mettrie (1910), localisation inconnue.
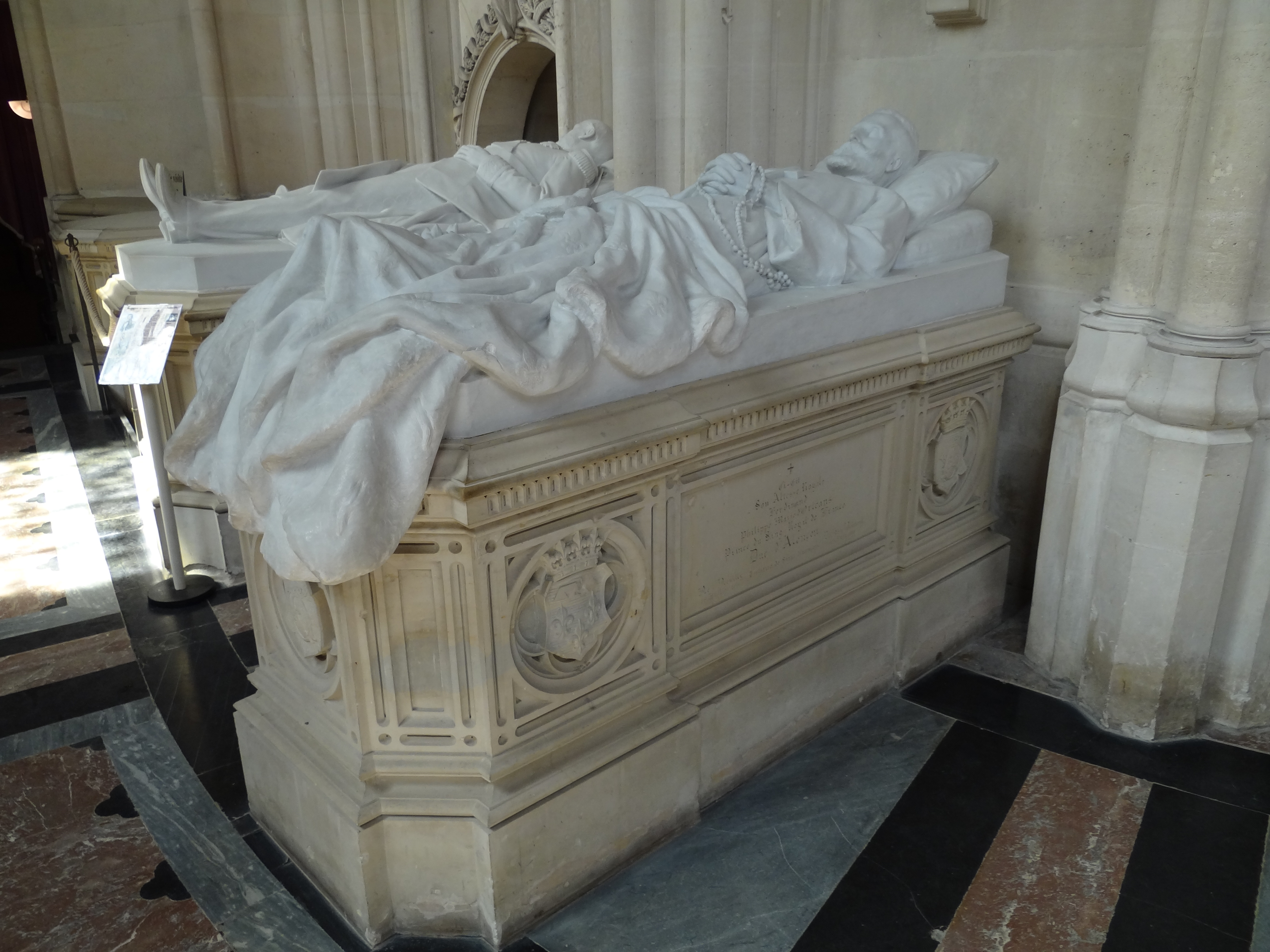
À droite, Gisant de Ferdinand d'Orléans, duc d'Alençon, 1912, marbre, chapelle royale de Dreux.